# Bootsgrab von Uppsala
| QS Vor- und Frühgeschichte | Dieser Artikel wurde aufgrund von inhaltlichen Mängeln auf der Qualitätssicherungsseite des WikiProjekts Vor- und Frühgeschichte eingetragen. Dies geschieht, um die Qualität der Artikel aus diesem Themengebiet auf ein akzeptables Niveau zu bringen. Bitte hilf mit, die inhaltlichen Mängel dieses Artikels zu beseitigen, und beteilige dich bitte an der Diskussion! |  |

2018 wurde das Bootsgrab von Uppsala, bestehend aus einem intakten und einem beschädigten Grab, aus der Wikingerzeit (800–1050 n. Chr.) in Alt-Uppsala in Uppland in Schweden entdeckt und 2019 ausgegraben. Bisher sind in Schweden nur zehn derartiger Bootsgräber (schwedisch Båtgravar) bekannt. Die meisten liegen in Uppland, aber auch in Östergötland und Västmanland.
Der Fund von zwei Grabbooten – eines davon intakt – gelang unter dem mittelalterlichem Keller und Brunnen des alten Pfarrhauses. Eines wurde möglicherweise durch den Bau des Kellers schwer beschädigt. Die Holzplanken des etwa sieben Meter langen Bootes sind größtenteils zerfallen, einige Holzreste und Eisennägel sind jedoch erhalten. Im Heck des intakten Bootes lagen die Gebeine eines Mannes, zusammen mit den Grabbeigaben unter anderem ein Schwert, ein Speer, ein Schild und ein verzierter Kamm. Im Bug lagen die Knochen eines Hundes und eines Pferdes.
Die Forscher gehen davon aus, dass der Tote zu Lebzeiten einen hohen Rang innehatte, da nur ein solcher zur Bestattung in einem Boot führte. Die meisten Wikinger bekamen eine Feuerbestattung.